# Клюкач, Валерий Александрович
Валерий Александрович Клюкач (27 марта 1939, село Ржевка, Курская область — 31 мая 2016) — российский учёный в области экономики, управления и организации АПК. Академик РАСХН, а с 2013 г. — РАН.

## Биография
В 1963 г. окончил Московскую сельскохозяйственную академию им. К.А. Тимирязева.
- 1963—1968 гг. - экономист, затем старший экономист планово-финансового отдела Главного управления высшего и среднего сельскохозяйственного образования Министерства сельского хозяйства СССР,
- 1968—1970 гг. — аспирант,
- 1979—1972 гг. — младший научный сотрудник,
- 1972—1978 гг. — старший научный сотрудник сектора прогноза и межотраслевых связей сельского хозяйства Научно-исследовательского экономического института при Госплане СССР.
- 1978—1990 гг. - заведующий сектором взаимоотношений сельского хозяйства со сферой заготовок, переработки и реализации продукции,
- 1990—1998 гг. — заведующий отделом аграрного маркетинга Всероссийского НИИ экономики сельского хозяйства.
- 1998—2010 гг. — академик-секретарь отделения экономики и земельных отношений РАСХН.

С 2011 г. — главный научный сотрудник ФГБНУ «Всероссийский научно-исследовательский институт экономики сельского хозяйства».
Доктор экономических наук (1988), профессор (1990), член-корреспондент РАСХН (1997), академик РАСХН (2005), академик РАН (2013).
Специалист в области экономики, управления и организации АПК, организационно-экономическому механизму функционирования продовольственного рынка. 
Автор и соавтор 80 книг и брошюр. Принимал участие в подготовке нормативно-законодательных документов по сельскому хозяйству.

## Награды
- Заслуженный деятель науки Российской Федерации (2005).
- Медаль «В память 850-летия Москвы».